# Ormoy (Eure-et-Loir)
Ormoy település Franciaországban, Eure-et-Loir megyében. Lakosainak száma 224 fő (2022. január 1.). Ormoy Villemeux-sur-Eure, Chaudon, Nogent-le-Roi, Néron, Serazereux és Le Boullay-Thierry községekkel határos.

## Népesség
A település népességének változása:
| Lakosok száma | 95   | 134  | 164  | 255  | 243  | 240  | 235  | 220  | 219  | 224  |
|               | 1968 | 1982 | 1990 | 2006 | 2013 | 2015 | 2017 | 2019 | 2020 | 2022 |